# شورية كبيرة الأزهار
شورية كبيرة الأزهار (الاسم العلمي:Shorea grandiflora) هي نوع غير مؤكد من النباتات تتبع جنس الشورية من فصيلة مجنحية الثمر.